# Pacific Nations Cup 2017
Der Pacific Nations Cup 2017 war die zwölfte Ausgabe des Rugby-Union-Turniers Pacific Nations Cup. Beteiligt waren die Nationalmannschaften von Fidschi, Samoa und Tonga. Zwischen dem 1. und 15. Juli 2017 fanden drei Spiele statt, wobei jede Mannschaft je einmal gegen die anderen zwei antrat. Da diese Ausgabe wie im Vorjahr auch als Qualifikation zur Rugby-Union-Weltmeisterschaft 2019, waren die Mannschaften von Japan, Kanada und den USA nicht beteiligt.
Fidschi verteidigte den Titel vom Vorjahr und war zum insgesamt vierten Mal erfolgreich.

## Tabelle
|    | Land    | Spiele | Siege | Unent. | Ndlg. | Spiel- punkte | Diff. | Bonus- punkte | Tabellen- punkte |
| -- | ------- | ------ | ----- | ------ | ----- | ------------- | ----- | ------------- | ---------------- |
| 1. | Fidschi | 2      | 2     | 0      | 0     | 52:26         | + 26  | 1             | 9                |
| 2. | Tonga   | 2      | 1     | 0      | 1     | 40:40         | ± 0   | 1             | 5                |
| 3. | Samoa   | 2      | 0     | 0      | 2     | 42:68         | − 26  | 1             | 1                |

Die Punkteverteilung war wie folgt:
- 4 Punkte bei einem Sieg
- 2 Punkte bei einem Unentschieden
- 0 Punkte bei einer Niederlage (vor möglichen Bonuspunkten)
- 1 Bonuspunkt bei vier Versuchen in einem Spiel
- 1 Bonuspunkt bei einer Niederlage mit weniger als sieben Punkten Unterschied

## Ergebnisse
| 1. Juli 2017 15:00 (TOT) | Tonga | 30 : 26         | Samoa | Teufaiva Sport Stadium, Nukuʻalofa Zuschauer: 10.000 Schiedsrichter: Marius Mitrea (Italien) |
| 1. Juli 2017 15:00 (TOT) | Versuche: Latu 13. erh. Pakalani 17. erh. Takulua 47. erh. Erhöhungen: Takulua (3/3) Straftritte: Takulua (3/3) 12., 33., 42. | (20:16) Bericht | Versuche: Levave 30. erh. Leiua 65. erh. Erhöhungen: Pisi (2/2) Straftritte: Pisi (4/4) 8., 21., 35., 44. | Teufaiva Sport Stadium, Nukuʻalofa Zuschauer: 10.000 Schiedsrichter: Marius Mitrea (Italien) |

| 8. Juli 2017 15:00 (TOT) | Tonga                                                                                | 10 : 14       | Fidschi                                                                 | Teufaiva Sport Stadium, Nukuʻalofa Zuschauer: 10.000 Schiedsrichter: Nick Briant (Neuseeland) |
| 8. Juli 2017 15:00 (TOT) | Versuche: Fisiihoi 46. erh. Erhöhungen: Takulua (1/1) Straftritte: Takulua (1/2) 25. | (3:3) Bericht | Versuche: Nakarawa 53. n.erh. Straftritte: Volavola (3/3) 14., 65., 72. | Teufaiva Sport Stadium, Nukuʻalofa Zuschauer: 10.000 Schiedsrichter: Nick Briant (Neuseeland) |

| 15. Juli 2017 19:30 (WTS) | Samoa                                                                                | 16 : 38         | Fidschi | Apia Park, Apia Zuschauer: 6.500 Schiedsrichter: Paul Williams (Neuseeland) |
| 15. Juli 2017 19:30 (WTS) | Versuche: Lemi 20. erh. Erhöhungen: Pisi (1/1) Straftritte: Pisi (3/6) 27., 33., 37. | (16:14) Bericht | Versuche: Seniloli (3) 10. erh., 23. erh., 42. erh. Vatubua 53. erh. Ratuniyarawa 75. erh. Erhöhungen: Volavola (5/5) Straftritte: Volavola (1/1) 62. | Apia Park, Apia Zuschauer: 6.500 Schiedsrichter: Paul Williams (Neuseeland) |